# 収束電子回折
収束電子回折（しゅうそくでんしかいせつ、英: Convergent Beam Electron Diffraction, CBED）とは電子回折における手法の1つで、円錐状に収束させた電子線を試料に照射させ、通常、10 nm 以下の試料領域から回折パターンを得る方法である。
平行ビームを照射することで鋭いスポット状の回折波からなる回折パターンを得る制限視野回折 （Selected area (electron) diffraction、SAD、SAED） とは対照的に、CBEDではディスク状の回折波からなる回折パターンが得られる。
CBEDパターンを解析することでサンプル厚さや格子定数の精密測定、結晶の対称性（点群、空間群）の決定、格子欠陥の同定ができる。